# کابوس (نقاشی)
بختک یا کابوس یک نقاشی رنگ روغن است که توسط هنری فوسلی، هنرمند انگلیسی-سوئیسی در سال ۱۷۸۱ نقاشی شده‌است. یک زن را در خواب عمیق نشان می‌دهد در حالی که دست‌هایش را به پایین انداخته، و با یک اهریمن و اینکوبوس بوزینه‌مانند روی سینه‌اش چندک زده‌است.
رویامانندی نقاشی و تداعی جنسی دلهره‌آوری از شیدایی و وسواس یک موفقیت عظیم دوست داشتنی بود. پس از اولین نمایش همگانی، در آکادمی سلطنتی لندن در سال ۱۷۸۲، منتقدان و مراجعان با شیفتگی حیرت‌زده واکنش نشان دادند و کار به محبوبیت گسترده‌ای دست یافت، تا حدی که در هجو سیاسی طنزآمیز شد و نسخه حکاکی شده آن به‌طور گسترده توزیع شد. در پاسخ، فوسل حداقل سه نسخه دیگر تولید کرد.
تفسیرها متفاوت است. به نظر می‌رسد بوم به‌طور همزمان یک زن رؤیایی و محتوای کابوس او را به تصویر می‌کشد. انکوبوس و سر اسب به اعتقاد معاصر و فرهنگ عامه دربارهٔ کابوس اشاره دارد، اما برخی از نظریه پردازان مفاهیم خاص تری به آنها نسبت داده‌اند. منتقدان معاصر از تمایلات جنسی آشکار نقاشی متعجب شدند، زیرا از نظر برخی محققان پیش بینیِ عقاید یونگی دربارهٔ ناخودآگاه است.

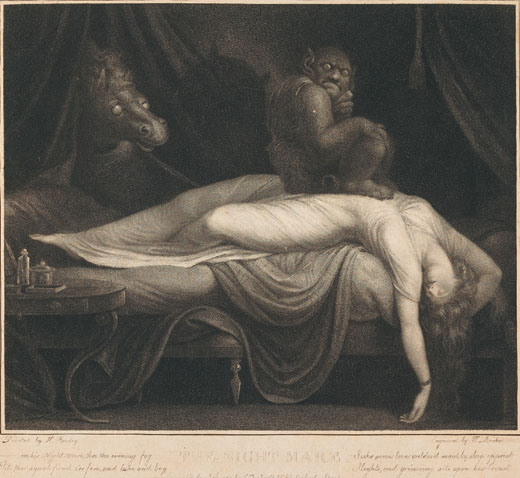
حکاکی بختک توسط توماس بورک در سال ۱۷۸۳

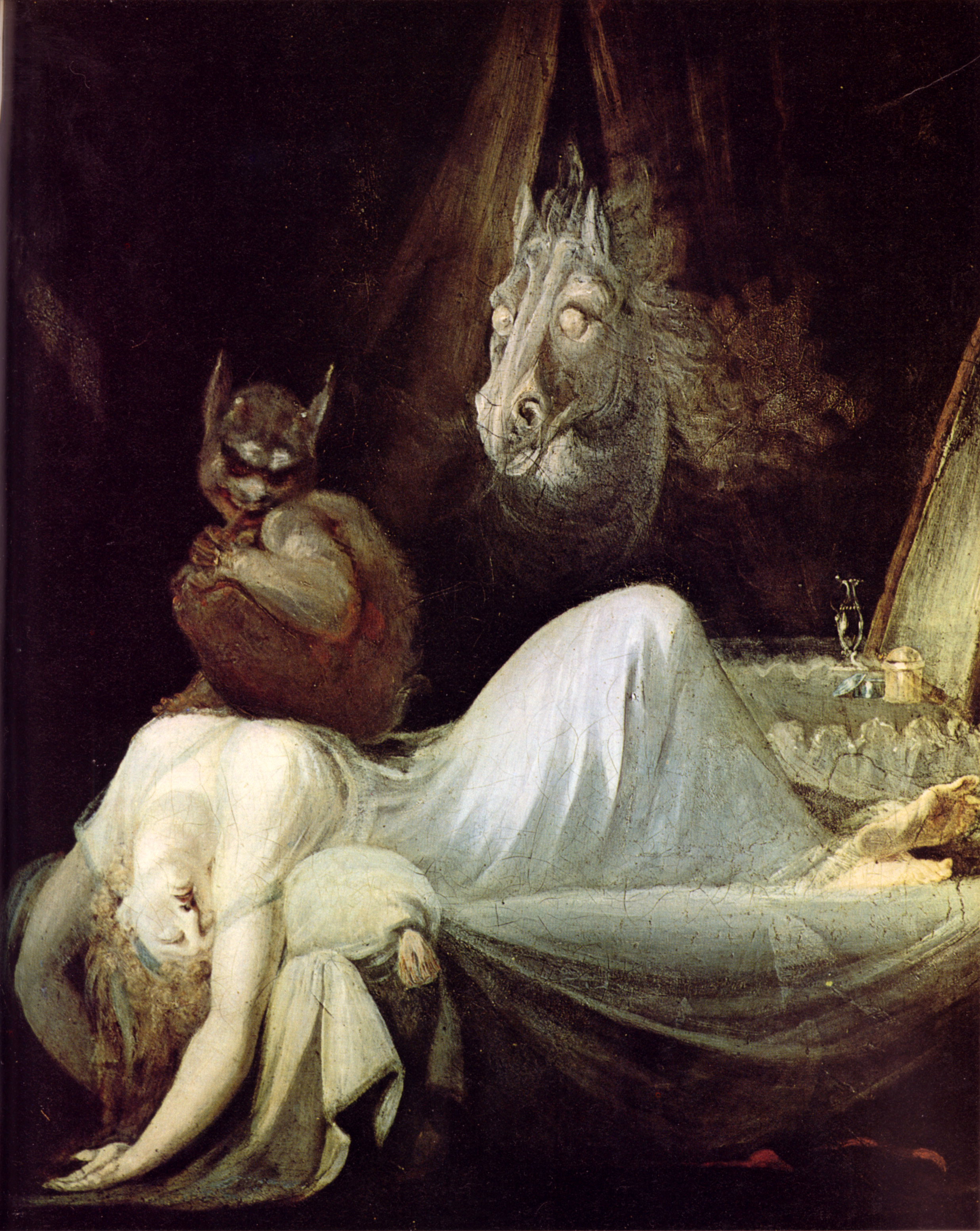
به دلیل محبوبیت این اثر، فوزلی تعدادی نسخه از جمله این c را نقاشی کرد. تنوع ۹۱–۱۷۹۰.

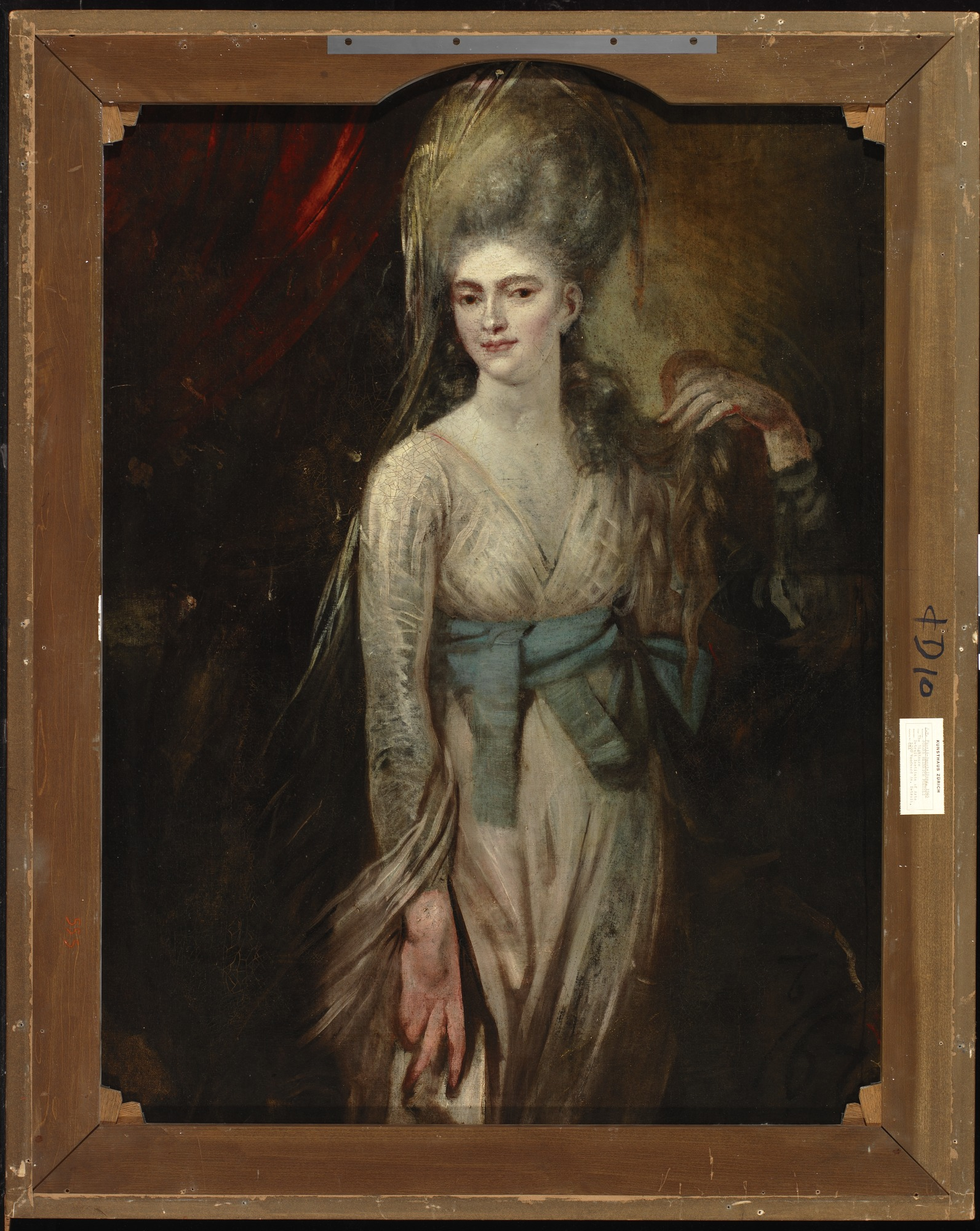
نقاشی ناتمام از پشت بوم بختک

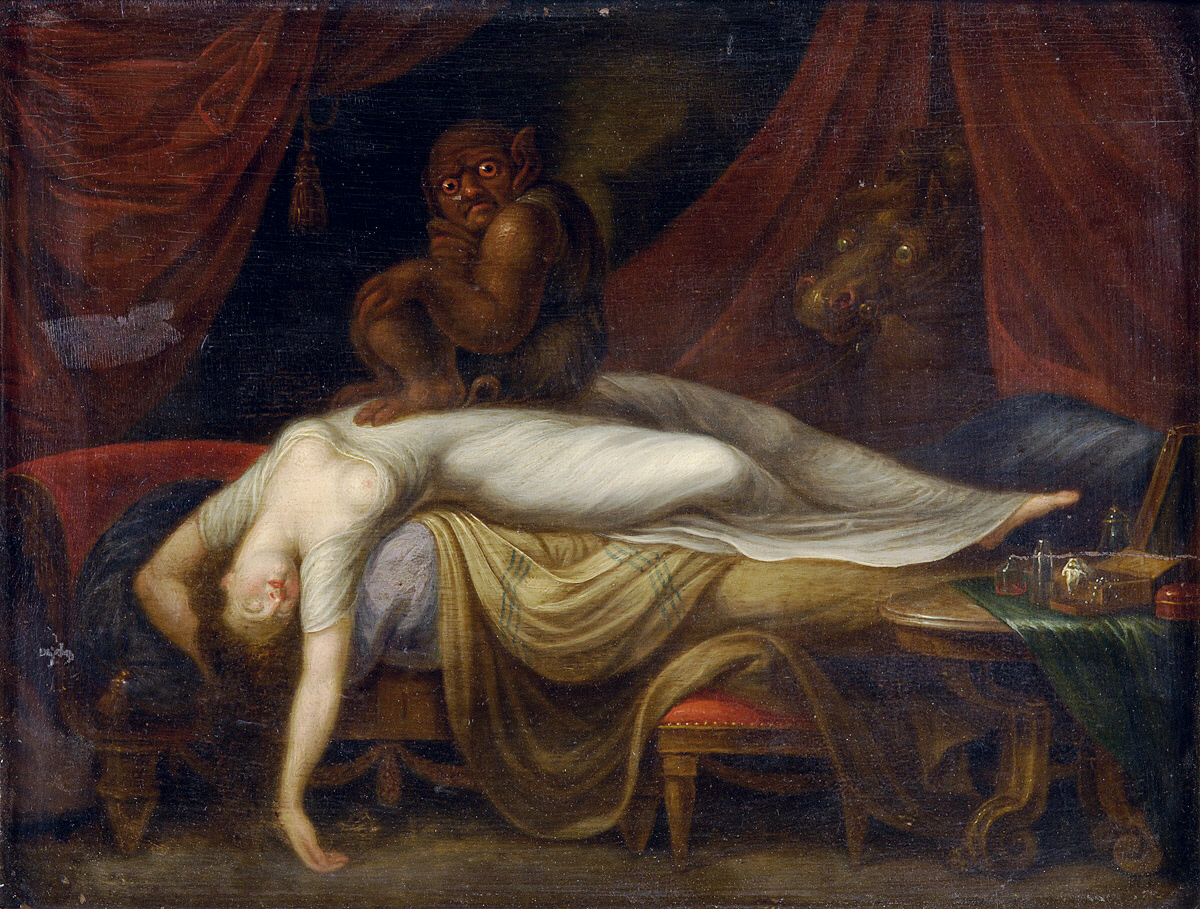
نسخه قرن نوزدهم بختک (۱۷۸۱)

## بیشتر خواندن
- نمایشگاه و انتشار اخیر: کابوس‌های گوتیک: فوسلی ، بلیک و تخیل. ۱۵ فوریه – ۱ مه ۲۰۰۶. تیت انگلیس، لندن.شابک ‎۱−۸۵۴۳۷−۵۸۲−۲شابک 1-85437-582-2
- جونز، ای. در کابوس. لندن: هاگارت پرس و انستیتوی تحلیل روانشناختی، ۱۹۳۱.